# 古田军号
《古田军号》（英語：The Bugle from Gutian）是2019年中国历史剧情片，属“庆祝中华人民共和国成立70周年优秀国产新片展映”七部重点影片之一。影片由八一电影制片厂与福建电影制片厂联合出品，陈力担任导演，王仁君、王志飞、刘智扬、胡兵、张一山、孙维民、李幼斌联袂出演，讲述了青年毛泽东失去红四军领袖地位后，带病在闽西苏区继续实践个人建党和建军思想，在古田会议上帮助红军纠正两派分化思想的历史故事。影片于2019年8月1日在中国上映。

## 剧情
1929年，率领秋收起义部队的毛泽东与率领南昌起义部队朱德就争夺红四军领导权，陷入了巨大的矛盾分歧。最终在古田会议上，毛泽东坚持纠正军队内部的分化思想，在大多数人的支持下确立了在红四军中的领导地位。

## 阵容
- 王仁君 饰 毛泽东
- 王志飞 饰 朱德
- 刘智扬 饰 陈毅
- 胡兵 饰 刘安恭
- 张一山 饰 林彪
- 孙维民 饰 林裁缝
- 李幼斌 饰 造纸厂老板

## 制作
为了呈现一部“被青年观众喜欢的主旋律”，影片在剧情、场景、配乐、拍摄画面、剪辑等方面倾向于青年人更容易接受的方式。同时，导演陈力也前往朱德和毛泽东曾生活工作过的地方，采访了101岁的毛泽东学生，使用真枪实弹拍摄战斗场面，务求还原主人公的真实经历。
拍摄耗时8个月，期间共动用了部队官兵8000多人次，成片镜头3600多个。

## 发行
影片于2019年8月1日建军节上映，首映礼于7月26日在北京人民大会堂举行。

## 獎項
| 年份 | 頒獎典禮             | 獎項         | 入圍者       | 結果 |
| ---- | -------------------- | ------------ | ------------ | ---- |
| 2023 | 第18屆中國電影華表獎 | 優秀故事片   | 《古田軍號》 | 獲獎 |
| 2023 | 第18屆中國電影華表獎 | 優秀電影音樂 | 居文沛       | 獲獎 |